# Ozorków
Ozorków (udtale: [ɔˈzɔrkuf] Yiddish: אוזורקוב, romanized: Ozorkov) er en by og kommune (Gmina) i det centrale Polen. Den ligger i voivodskabet Łódźsk (Województwo łódzkie) og har 18.721(2021) indbyggere og et areal på 	15,47 km². Den er en del af powiat (amt) Zgierz.

## Historie
Den første dokumenterede omtale af byen går tilbage til 1342. I 1520 var stedets navn Ozorkowo. I 1576 bestod landsbyen af et område på omkring 16 ha, hvorpå der var en vandmølle og et værtshus. Kirken blev bygget i 1168 af Nikolaus Szczawinski, castellan fra Lenczyca og Brzeziny.
I 1793 faldt byen under preussisk herredømme. For at sætte liv i stedet, bragte ejeren Ignacy Starzynski vævere fra Sachsen og byggede en klædefabrik. Han stillede et landareal i naboområdet Szczeblew til rådighed for de nye bosættere.. En protestantisk trækirke blev bygget i 1814.